# Salvador Schelotto
Salvador Bernardo Schelotto Guillamón (Montevideo, 18 de agosto de 1956) es un arquitecto y docente universitario uruguayo.

## Biografía
Egresado de la Facultad de Arquitectura, Diseño y Urbanismo de la Universidad de la República en el año 1982, es docente universitario desde 1985. Profesor Titular (Director de Taller) desde 2000; fue profesor Agregado (Grado 4) de Historia de la Arquitectura Latinoamericana y Universal hasta el año 2009. Fue Decano de la Facultad de Arquitectura en dos períodos -2001-2005 y 2005-2009.
Fue primero vicepresidente de la Asociación de Escuelas y Facultades de Arquitectura del MERCOSUR (ARQUISUR) –período 2002-2004- y Presidente de la misma entre 2005 y 2009. Integró el Sistema Nacional de Investigadores en el nivel 1 desde 2009 a 2014. 
Coordinó una Red iberoamericana del Programa CYTED sobre periferias urbanas, integrada por diez grupos de investigación de seis países y lideró en Uruguay una línea de investigación nacional sobre municipios y territorio. 
Actuó en la Administración departamental y nacional, ocupando cargos jerárquicos en el área de planificación y gestión de programas y proyectos, y como asesor. Fue Director Nacional de Vivienda. Actuó como profesional en urbanismo y ordenamiento del territorio, con actividad como Consultor de entidades nacionales y locales, y empresas. Recibió reconocimientos, premiaciones y distinciones a nivel internacional por su actividad académica y profesional y distinciones como proyectista en concursos nacionales e internacionales, integrando equipos. 
Integró desde 1993 el Colegio de Jurados de la Sociedad de Arquitectos del Uruguay, habiendo actuado como tal en concursos de arquitectura y urbanismo en el Uruguay y en el exterior. 
Su contribución más significativa se da en la formación de recursos humanos y enseñanza del proyecto en la gran escala (urbana y territorial), la investigación sobre políticas públicas de vivienda, urbanismo y gestión territorial; en diseño y gestión de políticas públicas transversales, de ordenamiento y desarrollo territorial.

## Trayectoria académica
Es arquitecto, egresado en 1982 de la Facultad de Arquitectura de la Universidad de la República. Desde 2021 cursa un doctorado en arquitectura y en 2024 recibió el título de doctor honoris causa por la Universidad Nacional de Rosario, Argentina.
Ha sido docente universitario desde 1985, desempeñándose como investigador y profesor en Proyecto de Arquitectura y en Historia de la Arquitectura. Entre 2000 y 2022 fue Profesor Titular de Proyecto y Director de Taller. Además, ejerció como Decano de la Facultad de Arquitectura en dos períodos (2001-2009) y como Director del Departamento de Proyecto de Arquitectura y Urbanismo (DePAU) de la FADU entre 2020 y 2022.
Entre 2005 y 2009 fue Presidente de Arquisur, la Asociación de Facultades de Arquitectura del Mercosur. Desde 2009 es par evaluador del Sistema ARCUSUR de carreras de arquitectura en el Mercosur e integró en 2014 la comisión encargada de definir los estándares de acreditación de estas carreras. También formó parte del Sistema Nacional de Investigadores entre 2009 y 2014.
Ha impartido conferencias y ha sido invitado por universidades de Argentina, Bélgica, Brasil, Chile, Ecuador, España, Francia, Italia y México. Asimismo, ha publicado libros, capítulos de libros y artículos en revistas académicas en Uruguay, Argentina, Bélgica, Brasil, Ecuador, España, Italia y Venezuela. Fue coautor, junto con el arquitecto Mariano Arana, de varias publicaciones especializadas.
- Entre 2012 y 2016 coordinó la red temática "Desbordes urbanos" del Programa CYTED,[4] integrada por diez grupos de investigación de Argentina, Brasil, Chile, Ecuador, España y Uruguay.

- Director Académico de la Maestría en Ordenamiento Territorial y Desarrollo Urbano (MOTDU) de la FADU desde 2021.[5]
- Docente responsable del curso "Políticas de vivienda y hábitat en Uruguay y América Latina" en la Maestría en Vivienda y Hábitat de la FADU desde 2020.
- Docente del Diploma de Especialización en Estudios Urbanos e Intervenciones Territoriales de la Facultad de Ciencias Sociales de la UdelaR desde 2016.
- Docente en la Maestría en Gestión y Desarrollo Habitacional de la Facultad de Arquitectura, Urbanismo y Diseño de la Universidad Nacional de Córdoba, Argentina, desde 2016.
- Integrante de organismos de cogobierno universitario en diferentes períodos.

## Trayectoria en el sector público

### Gobierno departamental de Montevideo
- Director general de Planeamiento Urbano de la Intendencia de Montevideo (1990-1991).
- Vocal en la Comisión Financiera de la Rambla Sur (1992-1995, cargo honorario).
- Asesor del intendente Mariano Arana (1995-2004), participando en diversas comisiones y proyectos.[6]
- Director general de Planificación de la Intendencia de Montevideo (2009-2010).[7]

### Gobierno nacional
- Integrante de la delegación de Uruguay en la II Conferencia Mundial sobre Asentamientos Humanos (Hábitat II) en Estambul (1996).
- Asesor en Ordenamiento Territorial en el programa Uruguay Integra de la OPP (2010-2011).
- Coordinador del Programa BID-Intendencias de OPP (PDGS) (2012-2015).
- Integrante de la Comisión del Patrimonio Cultural de la Nación del MEC (2012-2016, cargo honorario).[8]
- Director Nacional de Ordenamiento Territorial del MVOTMA (2015-2016).[9]
- Director Nacional de Vivienda del MVOTMA (2016-2020),[10] participando en la reconstrucción habitacional de Dolores tras el tornado de 2016[11] y en realojos por inundaciones en 2018.

## Actividad política y gremial
Inició su militancia estudiantil en 1972 y se integró a los Grupos de Acción Unificadora (GAU) en 1974. Durante la dictadura colaboró con las revistas estudiantiles Trazo y Diálogo, y entre 1983 y 1985 fue redactor responsable del quincenario Asamblea.
En 1984 se sumó a la Izquierda Democrática Independiente (IDI), integrando su Junta Nacional desde 1985. Fue fundador del semanario Brecha en 1985 y participó en la estructura del Frente Amplio (FA), redactando las Bases Programáticas para el Gobierno Departamental en 1989.
Fue uno de los fundadores de la Vertiente Artiguista (VA) en 1989, integrando su Directiva Nacional en distintos períodos. Representó a la VA en la Mesa Política del FA y en su Plenario Nacional en varias oportunidades.
En 2024, el FA lo designó como su representante en la Comisión de Conmemoración de los 100 años del Palacio Legislativo.
A nivel gremial, militó en la Asociación de Docentes Universitarios (ADUR) y es socio de la Sociedad de Arquitectos del Uruguay, donde ejerció roles directivos.
En 2025 a propuesta inicial de la Vertiente Artiguista, fue presentado al Plenario Departamental de Montevideo como candidato a intendente y este aprobó la candidatura el 10 de febrero de 2025 para las elecciones de mayo de ese año. Pocos días después fue proclamada por la Junta Electoral de Montevideo como candidato a intendente de Montevideo.

## Actividad privada
Ejerció la arquitectura entre 1982 y 2024, desarrollando proyectos de vivienda y servicios, además de asesorar a instituciones en la gestión de su infraestructura.
Fue miembro del Colegio de Jurados y del Colegio de Asesores de la Sociedad de Arquitectos del Uruguay, actuando como jurado en concursos en Uruguay, Argentina y España.
Obtuvo premios en concursos nacionales e internacionales de arquitectura y urbanismo:
- Dos primeros premios, dos segundos premios y tres menciones en concursos nacionales.
- Un primer premio y una mención en concursos internacionales.

Coordinó equipos interdisciplinarios en la elaboración de planes urbanos para varias ciudades uruguayas. Como consultor, trabajó en asesorías para organismos internacionales como el Programa de Gestión Urbana de Naciones Unidas en México, el BID en Argentina y la CAF en Uruguay, Argentina y Brasil.

## Trabajos
- 2011/2012 Plan parcial de ordenamiento territorial y desarrollo sostenible del Municipio de Paso Carrasco. APT. Intendencia de Canelones-Junta de Andalucía.
- 2011/2012 Plan parcial de ordenamiento territorial y desarrollo sostenible de Nicolich, Aeroparque y ruta 101. APT. Intendencia de Canelones-Junta de Andalucía.
- 2008 Plan de Ordenamiento Territorial de la microrregión de Paysandú (Plan Local “Plan Paysandú”)
- 2006 Elaboración de las Directrices Estratégicas para el Plan de Ordenamiento Urbano-Territorial (POUT) de La Paz, Las Piedras y Progreso, Canelones.
- 2002-2005 Realización del Plan Director Urbano de la ciudad de Melo (departamento de Cerro Largo). Plan aprobado por unanimidad en la Junta Departamental de Cerro Largo en 2007 y en aplicación actualmente.

- 2002-2005_ Realización del Plan Director Urbano de la ciudad de Río Branco (departamento de Cerro Largo)
- 2000_ Consultor del PGU/ALC (Programa de Gestión Urbana de las Naciones Unidas para América Latina y el Caribe) para el Plan Estratégico para la regeneración del Centro Histórico de la Ciudad de México- DF (Gobierno de la ciudad – Fideicomiso del Centro Histórico).
- 1998-2005_Plan de Ordenamiento Territorial del departamento de Montevideo (POT “Plan Montevideo”).

## Premios
- 2010_ Concurso de Anteproyectos para la remodelación de la Plaza Independencia, I.M.M..Mención.
- 2007_ Concurso Internacional de ideas urbanísticas para la puesta en valor de la Costa de Oro (departamento de Canelones), I.M.C.. Primer Premio.

- 2002_ Mención en la categoría “Diseño urbano” en la Bienal de Arquitectura de Quito (BAQ 2002), por los avances de Planes Directores Urbanos de las ciudades de Melo y Río Branco; trabajo publicado en la memoria de la referida Bienal.

- 2001_ Concurso nacional de urbanismo (Convenio MVOTMA/DINOT-IMCL) – propuesta para la realización del Plan Director Urbano de la ciudad de Melo. Primer Premio.
- 2001_ Concurso nacional de urbanismo (Convenio MVOTMA/DINOT-IMCL) – propuesta para la realización del Plan Director Urbano de la ciudad de Río Branco. Primer Premio.

## Obras
- 2016 Atlas de la Cuenca del Río Santa Lucía. Ministerio de Vivienda, Ordenamiento Territorial y Medio Ambiente, Montevideo. ISSN/ISBN: 9789974658226
- 2015 Municipios de primera generación en Uruguay: desigualdad territorial, gestión local y acceso a servicios. Universidad de la República, biblioteca plural CSIC, Montevideo
- 2015 Desbordes Urbanos / 3. Facultad de Arquitectura Universidad de la República, Montevideo
- 2014 Salvador Schelotto; Centro y Periferia ¿Dos caras de la misma moneda?; Marcelo Roux. Espacios Públicos. Nuestro Tiempo, Montevideo. ISSN/ISBN: 9789974550933;
- 2014 Desbordes Urbanos / 2. Facultad de Arquitectura, Montevideo. ISSN/ISBN: 9789974011175
- 2013 Desbordes urbanos / 1. Facultad de Arquitectura, Montevideo. ISSN/ISBN: 978997409554
- 2012 Centro y periferia: ¿dos caras de la misma moneda?. Facultad de Arquitectura, Universidad de la República, Montevideo, Uruguay. ISSN/ISBN: 978997408236
- 2008 Arquitectura, Urbanismo, Universidad, Sociedad. Escritos 2001-2007. Facultad de Arquitectura, Montevideo. ISSN/ISBN: 9974044344;
- 2000 Propuesta de Ordenamiento Territorial - Microrregión de La Paloma-La Pedrera. Facultad de Arquitectura - PROBIDES , Montevideo
- 1999 Guía Art Déco de Montevideo. Facultad de Arquitectura - Dos Puntos, Montevideo. ISSN/ISBN: 9974602173;
- 1998 Arquitectura y Diseño Art Déco en el Uruguay. Facultad de Arquitectura - Trilce, Montevideo. ISSN/ISBN: 9974602157 (con Mariano Arana, Cecilia Ponte y Andrés Mazzini)
- 1993 ¿Qué Historia? Validez presente de arquitecturas pasadas. Grupo de Viaje G86-CEDA , Montevideo.
- 1990 Montevideo, capital de la esperanza. Centro Uruguay Independiente, Montevideo